# آرشیف ملی افغانستان
آرشیف ملی افغانستان یا آرشیو ملی افغانستان که در ساختمانی به همین نام در منطقه «ده افغانان» کابل قرار گرفته‌است، به جمع‌آوری و نگهداری اسناد ملی و تاریخی افغانستان می‌پردازد.

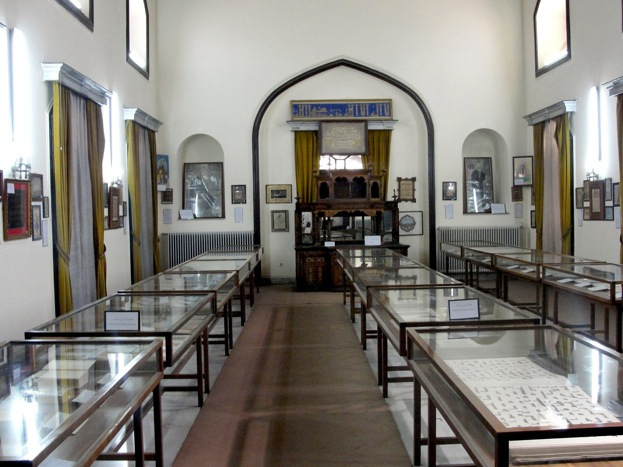
آرشیف ملی افغانستان

## تاریخچه
ساختمان آرشیو ملی که خود یک اثر تاریخی است، در زمان پادشاهی امیر عبدالرحمن‌خان در محوطه باغ چرمگری کابل برپا گردیده که از جمله بهترین باغ‌های شهر کابل به‌شمار می‌رفت. گرچه تاریخ دقیق ساخت این سازه آشکار نیست اما نظر به روایاتی بنای آن پس از ساخت بستان‌سرای کابل، یعنی در سال ۱۳۱۰ برابر با ۱۲۷۱ با کاربرد دفتر کار شاهزاده حبیب‌الله‌خان ساخته شد. گویند وقتی امیر عبدالرحمن‌خان از سفر بخارا برگشت، یک عده از مهندسان و نگارگران بخارایی را با خود به کابل آورد و بر پایهٔ بازگفته‌ها این ساخت و ساز نیز بدست ایشان انجام گرفت.
این ساختمان در آغاز بمنظور دفترکار شاهزاده حبیب‌الله‌خان در نظر گرفته شده بود. هنگامی که شاهزاده حبیب‌الله خان می‌خواست به این کاخ بیاید، در جریان راه پای اسب وی به سوراخ موش فرورفته و شاهزاده از اسب به زمین می‌افتد. شاهزاده از همان آغاز فال آن را خوب نگرفته به قصر داخل نشد.
بعداً از این ساختمان به عنوان مهمانخانه دولتی بهره می‌گرفتند. بعدها دوره آموزش عالی افسران در این ساختمان تأسیس و آهسته آهسته متروکه شده و وزارت دفاع وقت از آن به عنوان دپوی لجستیکی بهره می‌گرفت تا اینکه در سال ۱۳۵۱ اندیشه تأسیس اداره‌ای بنام آرشیف ملی ایجاد شد اما این اندیشه اجرا نشد. سرانجام در هفدهم سنبله سال ۱۳۵۲ در وقت زمامداری سردار محمد داود، این اداره به‌طور نمایشی با داشته‌های سخت اندک و ناچیز در همچون بخشی از کتابخانه مربوط وزارت اطلاعات و فرهنگ وقت برپا شد و بعداً تصمیم گرفته شد تا از این ساختمان برای بایگانی تاریخی کار گرفته شود که کار ترمیم و باز سازی آن در سال ۱۳۵۲ آغاز و تا سال ۱۳۵۶ ادامه پیدا کرد.
وقتی که از ترمیم برآمد، کتابخانه دستنوشته‌ها از منزل پنجم مرکز وزارت اطلاعات و کلتور به این‌جا نقل مکان نمود و سپس در سال ۱۳۵۹ رسماً بنام «آرشیف ملی افغانستان» نامیده شد.

## تشکیلات
این اداره دارای ۹ مدیریت مسلکی و اداری است. بایگانی دارای دو بخش عمده دستنویس‌ها و اسناد تاریخی است که در مخزن اسناد تاریخی در حدود یکصد و نود هزار قطعه سند تاریخی از قبیل فرمانها، قباله‌ها، نکاح‌نامه‌ها، روزنامه‌ها، عکس‌ها، و جز این‌ها بوده و در بخش دستنویس‌های آن پیرامون نه هزار جلد دستنوشته از قبیل قرآن، رساله‌ها، دیوانها، کتب ادبی، تاریخی، فلسفی، و قطعه خط‌ها موجود است.